# جیمزتاون (کلرادو)
جیمزتاون (به انگلیسی: Jamestown) شهری در ایالت کلرادو کشور ایالات متحده آمریکا است که جمعیت آن در سرشماری سال ۲۰۱۰ میلادی، ۲۷۴ نفر بوده‌است.